# Роґі (Лодзинське воєводство)
Роґі (пол. Rogi) — село в Польщі, у гміні Вельґомлини Радомщанського повіту Лодзинського воєводства.
Населення — 159 осіб (2011).
У 1975-1998 роках село належало до Пйотрковського воєводства.

## Демографія
Демографічна структура станом на 31 березня 2011 року:
|          | Загалом | Допрацездатний вік | Працездатний вік | Постпрацездатний вік |
| -------- | ------- | ------------------ | ---------------- | -------------------- |
| Чоловіки | 82      | 20                 | 50               | 12                   |
| Жінки    | 77      | 17                 | 40               | 20                   |
| Разом    | 159     | 37                 | 90               | 32                   |